# I Am the Cheese
I Am the Cheese s una adaptació cinematogràfica nord-americana de 1983 de la novel·la homònima de Robert Cormier de 1977, sobre el viatge d'un jove per trobar la veritat darrere de la seva família. La pel·lícula va ser dirigida per Robert Jiras i filmada a Vermont.

## Argument
Adam Farmer (Robert MacNaughton), de quinze anys, busca desenterrar els molts secrets tancats al seu subconscient. El viatge d'Adam per la seva ment s'acompanya d'un viatge en bicicleta a Rutterburg, Vermont, amb un paquet per al seu pare. Mentre viatja per diversos pobles petits, comença a recordar esdeveniments passats de la seva vida.
El viatge d'Adam és motivat per una trucada de la seva xicota, l'Amy (Cynthia Nixon), que diu que el seu pare va conèixer un periodista de la suposada ciutat natal d'Adam, Rawlings, Pennsilvània, i el periodista mai havia sentit a parlar d'una persona que hi visqués que es digués Farmer. Sospitós, Adam comença a espiar els seus pares i troba dos certificats de naixement amb el seu nom, però amb dates de naixement diferents: el 14 de febrer (dia de Sant Valentí) i el 14 de juliol (dia de la Bastilla). Adam s'enfronta al seu pare, que admet algunes veritats impactants.
El nom real d'Adam és Paul Delmonte i la família es va veure obligada a traslladar-se en un programa de tipus protecció de testimonis després que el seu pare testioniés en judicis estatals i federals contra funcionaris corruptes del govern. En realitat, Adam no va amb bicicleta a Vermont; gira en cercles al voltant del centre psiquiàtric on ha estat detingut durant els últims tres anys, i les persones que coneix pel camí són pacients i treballadors del centre. El seu "viatge" és una recerca per descobrir el parador dels seus pares, que van desaparèixer misteriosament (en realitat, van ser "liquidats" pels adversaris que volien eludir). Els records que explica Adam es documenten en "sessions psiquiàtriques", que són, de fet, entrevistes per determinar si sap o no més sobre la implicació del seu pare amb el govern del que està explicant. L'entrevista final d'Adam acaba amb dos possibles resultats, cap dels quals no és bo per al noi: "Liquidar-lo" o continuar interrogant-lo fins que mori.

## Repartiment
- Robert MacNaughton com Paul Delmonte / Adam Farmer[3][2]
  - Frank McGurren com jove Adam[3]
- Cynthia Nixon com Amy Hertz[3][2]
- Robert Wagner com Dr. Brint[3][2]
- Don Murray com Anthony Delmonte / David Farmer[3][2]
- Hope Lange com Betty Farmer[3][2]
- Lee Richardson com Mr. Grey[3]
- Robert Cormier com Mr. Hertz[2]
- John Fiedler com Arnold[3]